# Zajeziorze (Skępe)
Pour les articles homonymes, voir Zajeziorze.
Zajeziorze est une localité polonaise de la voïvodie de Couïavie-Poméranie et du powiat de Lipno,.